# Labu Forest Reserve
Labu Forest Reserve (pl. Rezerwat Leśny Labu) – obszar chroniony położony w mukimie Labu w dystrykcie Temburong we wschodnim Brunei. 
Północną granicę obszaru stanowi rzeka Aloh Besar, wschodnią Sungai Aru, południową północny brzeg Sungai Labu od punktu położonego około 2,4 km w dół nurtu od Labu Estate, zachodnią Sungai Labu oraz brzeg Zatoki Brunei. Do głównych przepływającyvh przez teren rzek należą Sungai Duwau Besar oraz Sungai Melimbai.
Labu Forest Reserve zajmuje powierzchnię 14348 ha. Większą jej część stanowią mokradła torfowe zajmujące 8756 ha. Pozostałe 5124 ha powierzchni lądowej porastają lasy mangrowe należące do 6 różnych podtypów, przy czym przeważa podtyp bakau tworzony przez Rhizophorus apiculata. 468 ha pokrywają wody.